# Sava Sekulić
Sava Sekulić cyr. Сава Секулић (ur. 17 lutego 1902 w Bilišanem, zm. 26 stycznia 1989 w Belgradzie) – malarz i poeta serbski i jugosłowiański, przedstawiciel prymitywizmu.

## Życiorys
Urodził się w rodzinie serbskiej, mieszkającej w Chorwacji. Po śmierci ojca w 1912 i ponownym małżeństwie matki Sekulić znalazł się pod opieką wuja. Nigdy nie ukończył szkoły, uczył się tylko w domu. W czasie I wojny światowej został ranny i stracił oko. W latach 20. wędrował po Chorwacji zatrudniając się do prac dorywczych, a w końcu osiedlił się w Belgradzie. W 1924 ożenił się po raz pierwszy, ale żona i dziecko zmarli w czasie porodu. W czasie II wojny światowej zarabiał na życie jako murarz. Pracę tę wykonywał do 1962, kiedy przeszedł na emeryturę. Zmarł po długiej chorobie w szpitalu w Belgradzie.
W latach 20. pisał pierwsze swoje wiersze, a od 1932 malował pierwsze obrazy. Był malarskim samoukiem. Po zakończeniu wojny związał się ze środowiskiem artystów-outsiderów w Belgradzie. Odkryty przez Katerinę Jovanović w 1969 zaprezentował swoje prace na wystawie w muzeum w Svetozarewie.

## Twórczość
Większość obrazów namalowanych przez Sekulicia przedstawia postacie ludzkie, sceny z historii, malował także portrety. Prace posiadają wyraźny przekaz moralno-filozoficzny. Członkowie jego rodziny pojawiali się na obrazach w rolach bohaterów historycznych.

## Nagrody i wyróżnienia
Sekulić był wielokrotnie nagradzany, w 2000 otrzymał pośmiertnie specjalną nagrodę na V Światowym Triennale Sztuki Naiwnej w Bratysławie. Większość jego prac znajduje się w Muzeum Sztuki Naiwnej w Jagodinie, a także w Galerii Charlotte Zender w Bönningheim.

## Wybrane prace

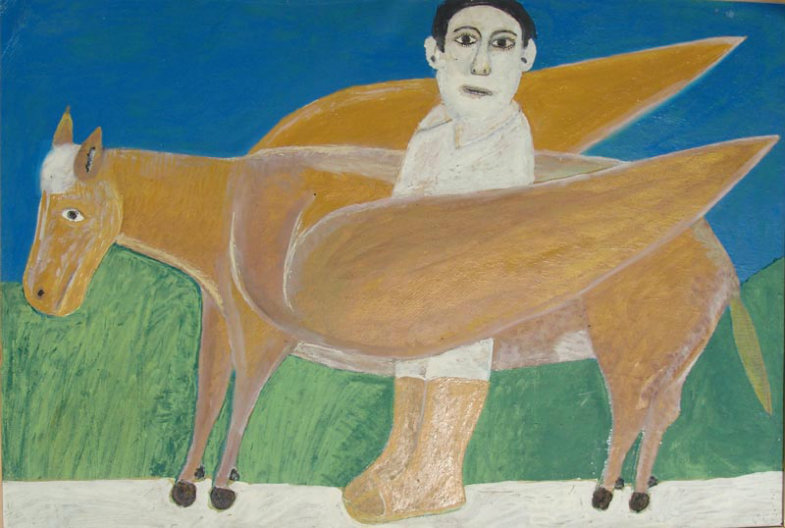
Jabučilo i Momčilo (1974), Muzeum Sztuki Naiwnej w Jagodinie
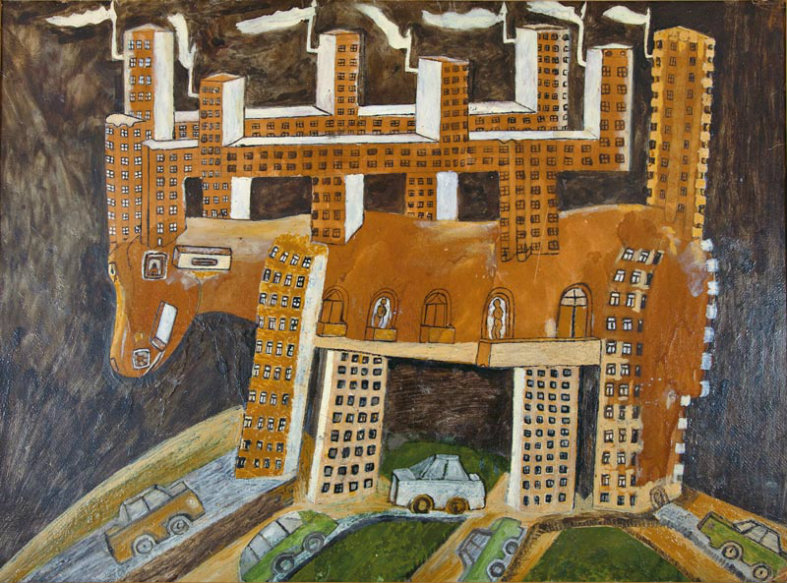
Jelengrad (1948), Muzeum Sztuki Naiwnej w Jagodinie
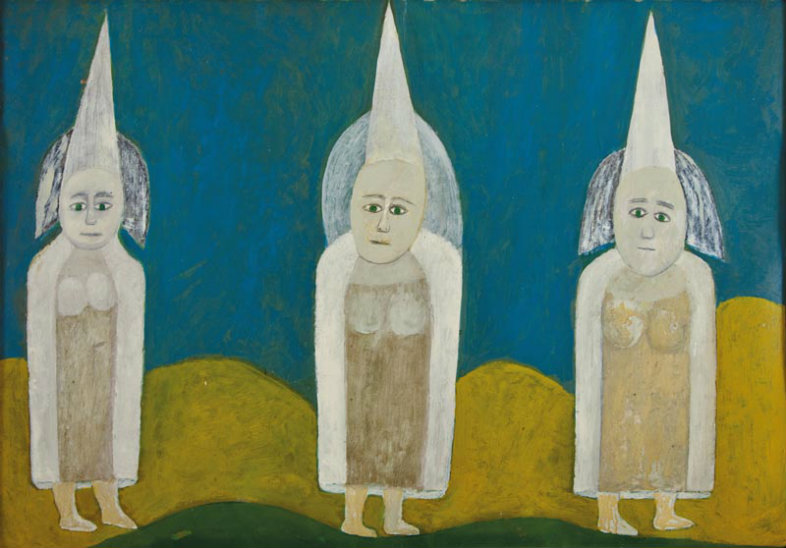
Klica života (1974), Muzeum Sztuki Naiwnej w Jagodinie
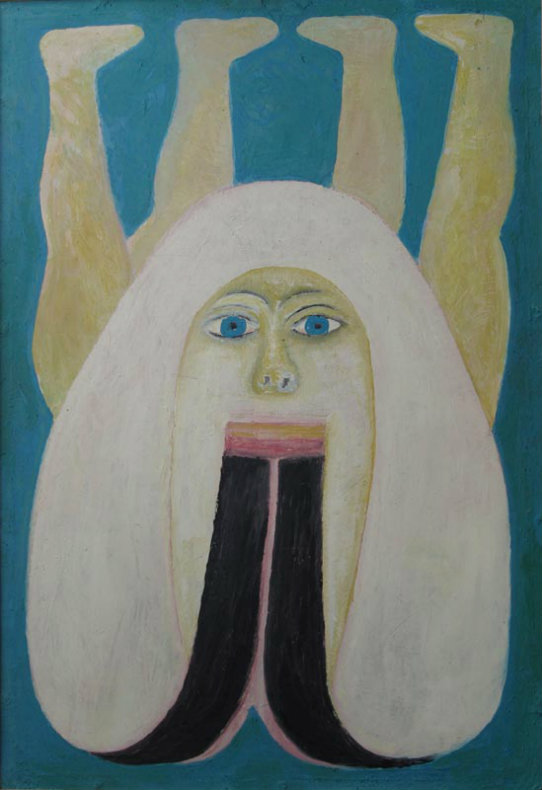
Priroda hoda preko nebeskog svoda (1974), Muzeum Sztuki Naiwnej w Jagodinie
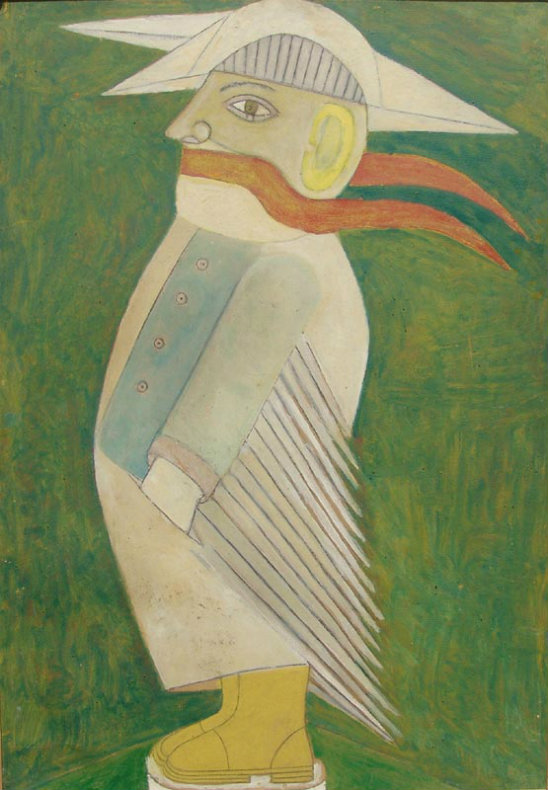
Stari Sloven (1975), Muzeum Sztuki Naiwnej w Jagodinie